# 10 Batalion Strzelców Celnych
10 Batalion Strzelców Celnych Kaliskich – ochotnicza polska formacja wojskowa powołana w czasie powstania listopadowego.
Został utworzony w styczniu 1831 jako półbatalion z ofiar dobrowolnych obywateli województwa Kaliskiego pod nazwą „Świńskich bermyc”.

## Dowódca
- kpt. Antoni Kosiński[2]

## Bitwy i potyczki
- Ostrołęka[3].
- Udrzyn
- Zawady
- Wilno

W czasie wojny otrzymał 1 krzyż złoty i 1 srebrny.